# Anacreon (hudební skupina)
Anacreon je česká melodic-metalová hudební skupina. Jako začátek působení kapela uvádí rok 2012, kdy vstoupila na hudební scénu s prvním albem Daná doba. Během následujících osmi let vydala dvě studiová alba a došlo k výměně zpěvačky a dvou dalších členů kapely. Od roku 2015 je skupina ve stejné sestavě.

## Historie

### Začátek
Kapela zmiňuje začátek působení rok 2012, ale fungovala již mnohem dřív, kdy hrála především ve zkušebně a na zábavách. Až od roku 2012 měla kapela jasno ve svém žánru, který nazývá melodic metal, začala hrát v menších klubech a zúčastňovat se různých soutěží, např.:
- „Celosvětová“ soutěž Hard rock rising 2013 – kde z dvou set kapel bylo vybráno osm nejlepších, které pak mezi sebou bojovaly v pražském Hard Rock Café v Praze. V této soutěži se kapela umístila na šestém místě.
- Celorepubliková soutěž Life music forantry 2013 – zde kapela zvítězila a díky této soutěži nahrála své první album Daná doba v nahrávacím studiu DOXI.

Až teprve po nahrání prvního alba se kapela dostala do povědomí a začala koncertovat na menších akcích v klubech. Později se objevila v hitparádě Česká desítka na rádiu ROCKZONE, nejdříve se singlem „Černá vdova“, se kterým dosáhla 3. místa a později obsadila první příčku se singlem „Stigmata“.

### 2013–2014
V listopadu 2013 se kapela rozloučila se zpěvačkou Michaelou Zemanovou. Ale i přesto dál zkoušela, odehrála koncerty se zastupující zpěvačkou a probíhaly konkurzy. Začátkem roku 2014 kapela ohlásila novou zpěvačku, kterou se stala zpěvačka a herečka Veronika Zelníčková (později Krejzová). V dubnu představili nový singl „Není kam stárnout“. Ten měl velký úspěch a získal 2. místo v Czech parádě na Tv REBEL.
Během pár měsíců došlo v kapele k dalším změnám. V roce 2015 kapela představila hned dva nové členy – baskytaristu Jana Diviše a bubeníka Jana Medunu. Z původních členů zde tedy zůstal klávesista Tomáš Krejza a později přicházející kytarista Martin Piskáček.

### 2015–2016
Dne 15. prosince 2015 kapela vydala, už v současné sestavě, novou desku Na hraně osudu, kterou natočila v klatovském studiu ExAvik. Album vydali pod vydavatelstvím Jiřího Slámy AVIK. Poté se začala objevovat na větších festivalech jako Masters of Rock či TaRock.

### 2017–2018
V roce 2017 Anacreon získala možnost hrát jako host a předskokan na XXXV Double Tour kapely Arakain. Odjeli tedy na tour 15 koncertů, které byly pro kapelu Anacreon nečekaně úspěšné. Na podzim proto s nimi odehráli další dva koncerty, kde představili i nový singl „Příběh“. Na tour si dokonce zpěvačka Veronika Zelníčková (později Krejzová) zazpívala i dva hity („Černý koně“ a „Nenávidím“) společně s Janem Toužimským, po boku kapely Arakain.

### 2019–2020
Dne 7. března 2019 vydali oficiálně druhé album Svědomí, na kterém hostuje zpěvák kapely Arakain Jan Toužimský, který se stal i kmotrem tohoto alba. Z důvodu pandemie covidu-19 kapela neměla moc možností album představit na koncertech a festivalech. I přesto mělo album velký úspěch a získalo 7. místo v anketě Album roku 2019 v rockovém magazínu Spark. V prosinci 2020 kapela představila alespoň klip k písni „Noční můry“.

### 2021–
Momentálně se kapela objevuje na festivalech a ohlásila nového manažera, kterým je Petr Kubáň.

## Sestava
- Zpěv: Veronika Krejzová (dříve Zelníčková)
- Klávesy / vokály: Tomáš Krejza
- Kytara / vokály: Martin Piskáček
- Bicí nástroje: Jan Meduna
- Baskytara: Jan Diviš[14]

## Diskografie

### Studiová alba
| Rok  | Název alba     | Vydavatel | Studio |
| ---- | -------------- | --------- | ------ |
| 2013 | Daná doba      | xxxxxxxxx | Doxi   |
| 2015 | Na hraně osudu | Avik      | ExAvik |
| 2019 | Svědomí        | Avik      | xxxxxx |

### Videoklipy
| Rok  | Název písně       |
| ---- | ----------------- |
| 2013 | Černá vdova       |
| 2014 | Není kam stárnout |
| 2017 | Na hraně osudu    |
| 2017 | Příběh            |
| 2020 | Noční můry        |